# Código Fiscal (Panamá)
El Código Fiscal en Panamá es un compendio de la legislación local en materia fiscal o Hacienda Nacional. Fue aprobado mediante Ley 8 de 27 de enero de 1956 y publicado en Gaceta Oficial 12995 el 29 de junio de 1956. El Código define la Hacienda Nacional como el conjunto de bienes, rentas, impuestos, acciones y servicios pertenecientes al Estado y se divide en (1) bienes nacionales y (2) Tesoro Nacional.

## Historia
En 1916 se aprobó el primer Código Fiscal en la República de Panamá. En 1956 fue derogado y un nuevo código fue adoptado. Desde entonces ha sufrido modificaciones mediante la promulgación de nuevas leyes y han sido desarrolladas mediante decretos ejecutivos. 
La entrada en vigencia del Código Fiscal de 1956 fue a partir de sesenta días después de su publicación en Gaceta Oficial. La Ley 8 de 1956 fue publicada el 29 de junio de 1956, por lo que entró en vigencia alrededor del 28 de agosto de 1956.

## Estructura
La versión del Código Fiscal de 1956 se divide en Libros, Títulos y Capítulos con una numeración consecutiva de sus artículos (desde el No.1 al No.1.432). 
Los libros que contiene el Código Fiscal de 1956 son:
- Libro I - De los bienes nacionales
- Libro II - De los servicios nacionales
- Libro III - Del régimen aduanero
- Libro IV - Impuestos y rentas
- Libro V - De la administración del Tesoro Nacional
- Libro VI - De la moneda nacional
- Libro VII - De los procedimientos administrativos en materia fiscal